# Kanton La Mothe-Achard
Der Kanton La Mothe-Achard war von 1790 bis 2015 ein französischer Wahlkreis im Arrondissement Les Sables-d’Olonne, im Département Vendée und in der Region Pays de la Loire; sein Hauptort war La Mothe-Achard.

## Gemeinden
Der Kanton La Mothe-Achard bestand aus zwölf Gemeinden:
| Gemeinde                     | Einwohner Jahr | Fläche km² | Bevölkerungsdichte | Code INSEE | Postleitzahl |
| ---------------------------- | -------------- | ---------- | ------------------ | ---------- | ------------ |
| Beaulieu-sous-la-Roche       | 2.118 (2013)   | 25,47      | 83 Einw./km²       | 85016      | 85190        |
| La Chapelle-Achard           | 1.912 (2013)   | 21,57      | 89 Einw./km²       | 85052      | 85150        |
| La Chapelle-Hermier          | 953 (2013)     | 17,94      | 53 Einw./km²       | 85054      | 85220        |
| La Mothe-Achard              | 2.870 (2013)   | 8,73       | 329 Einw./km²      | 85152      | 85150        |
| Le Girouard                  | 976 (2013)     | 25,1       | 39 Einw./km²       | 85099      | 85150        |
| Landeronde                   | 2.282 (2013)   | 17,96      | 127 Einw./km²      | 85118      | 85150        |
| Martinet                     | 1.002 (2013)   | 18,11      | 55 Einw./km²       | 85138      | 85150        |
| Nieul-le-Dolent              | 2.401 (2013)   | 27,95      | 86 Einw./km²       | 85161      | 85430        |
| Sainte-Flaive-des-Loups      | 2.282 (2013)   | 36,11      | 63 Einw./km²       | 85211      | 85150        |
| Saint-Georges-de-Pointindoux | 1.626 (2013)   | 15,37      | 106 Einw./km²      | 85218      | 85150        |
| Saint-Julien-des-Landes      | 1.612 (2013)   | 28,31      | 57 Einw./km²       | 85236      | 85150        |
| Saint-Mathurin               | 2.150 (2013)   | 23,51      | 91 Einw./km²       | 85250      | 85150        |

## Bevölkerungsentwicklung
| 1962   | 1968   | 1975   | 1982   | 1990   | 1999   | 2010   |
| ------ | ------ | ------ | ------ | ------ | ------ | ------ |
| 11.257 | 11.027 | 10.911 | 13.250 | 14.183 | 15.224 | 20.449 |